# The Veronicas
The Veronicas je australská electro-rocková skupina tvořená dvojčaty Lisou Origliasso a Jessicou Origliasso. Byla založena v roce 2005, ačkoliv začátky této skupiny začínají už v roce 2001. Vydaly celkem pět studiových alb. V říjnu 2020 byly sestry oznámeny jako soutěžící celebrity v páté sezóně The Celebrity Apprentice Australia.

## Historie
V roce 2004 Lisa a Jessica byly představeny hudebnímu řediteli Bell Hughe Music Group, Hayden Bell.
Po vytvoření několika demo nahrávek jim Bell nabídl smlouvu s Excalibur Productions. V průběhu se jim Bell pomáhal s usnadněním postupu v hudební stylu, z popu na více rytmický pop/rock. V návaznosti na jejich dema je Bell spojil se světově uznávanými producenty a autory písní – Clif Magness (Avril Lavigne), Billy Steinberg (Madonna, Cyndi Lauper), Max Martin (Britney Spears, Katy Perry, P!nk), Eric Nova, Dead Mono and Vince DeGiorgio, kde vytvořili více než 50 písní.
Setkání pak dohodl s Warner Bros. Records v USA. Seymour Stein a manažer poznali, že Bell vskutku objevil a vyvinul jejich hudební talent, rychle byla podepsána nahrávací smlouva s Warner Bros. Records / Sire America na částku 2 miliony dolarů.

## Diskografie
- The Secret Life of… (2005)
- Hook Me Up (2007)
- The Veronicas (2014)
- Godzilla (2021)
- Human (2021)
- Gothic Summer (2024)